# José del Solar
José Guillermo del Solar Alvarez-Calderón (ur. 28 listopada 1967 w Limie) – peruwiański piłkarz grający na pozycji pomocnika. Po zakończeniu kariery został trenerem.
Zwany również „Chemo” (dziecko), Del Solar rozpoczął swoją karierę w stołecznym klubie San Agustín w wieku 16 lat. Mając 21 lat zadebiutował w reprezentacji Peru. W swojej karierze grał też w: Universitario Deportes, chilijskim Universidad Católica, hiszpańskich CD Tenerife, UD Salamanca, Celcie Vigo i Valencii, tureckim Beşiktaşu JK, ponownie w Universitario Deportes, belgijskim KV Mechelen. Karierę kończył w 2002 roku w Universitario.